# Akihiro Ienaga
Akihiro Ienaga (n. 13 iunie 1986) este un fotbalist japonez.

## Statistici
| Japonia | Japonia | Japonia |
| An      | Meciuri | Goluri  |
| ------- | ------- | ------- |
| 2007    | 1       | 0       |
| 2008    | 0       | 0       |
| 2009    | 0       | 0       |
| 2010    | 0       | 0       |
| 2011    | 2       | 0       |
| Total   | 3       | 0       |